# Jüdisches Frauenbad (Lengnau)

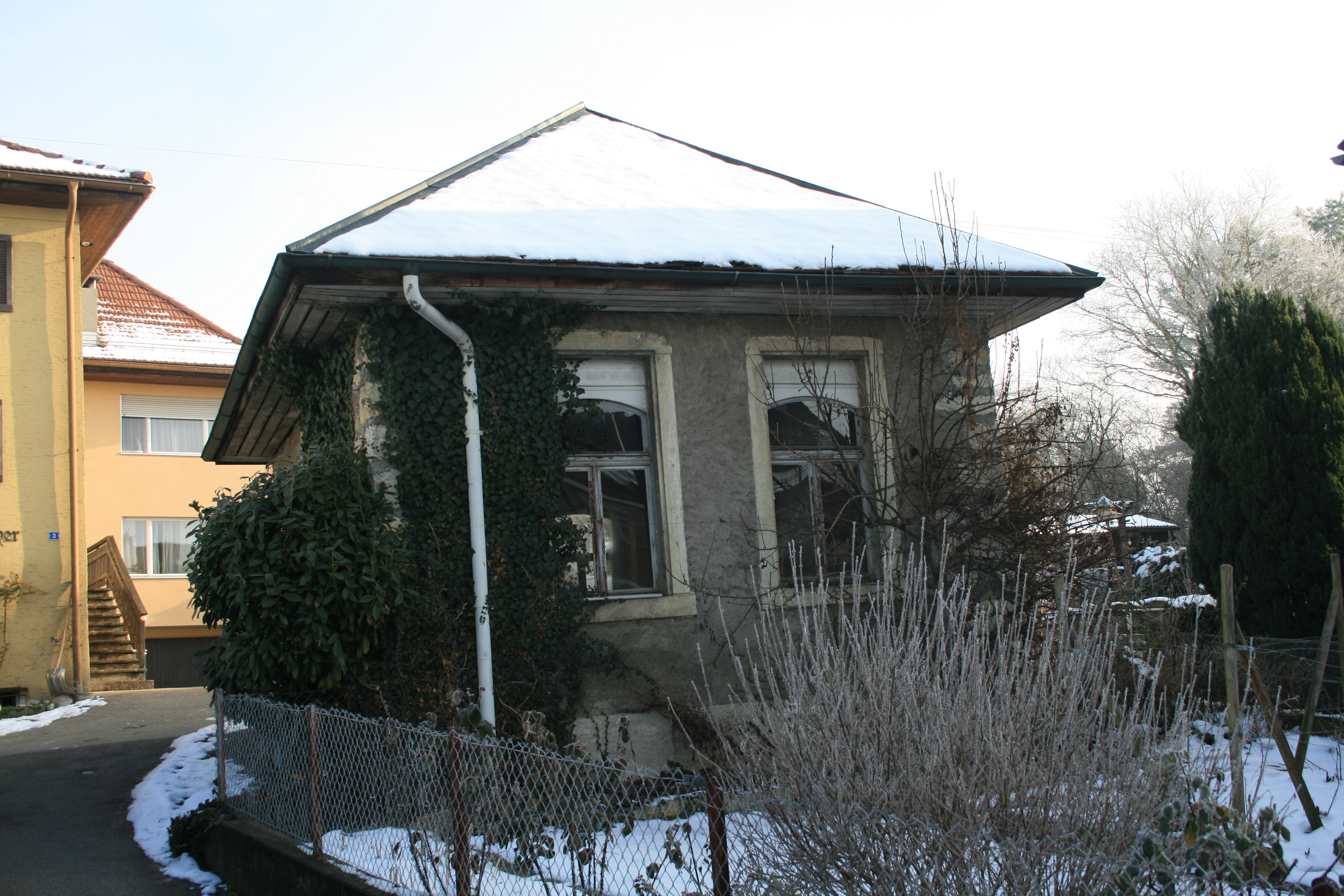
Das ehemalige jüdische Frauenbad

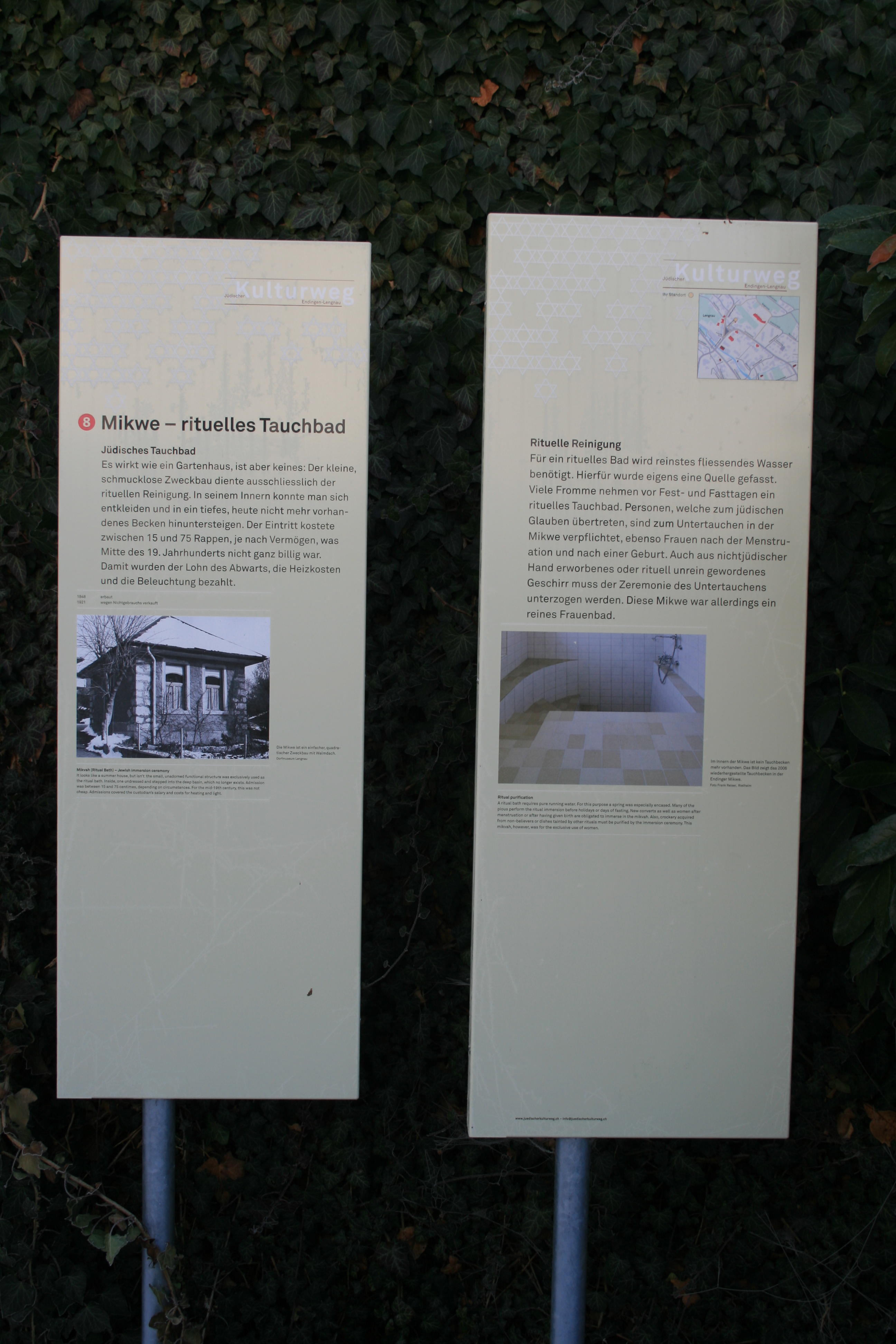
Infotafel zur Mikwe

Das jüdische Frauenbad in Lengnau im schweizerischen Kanton Aargau war eine Mikwe der jüdischen Gemeinde des Dorfes. Es ist die wohl älteste erhaltene Mikwe der Schweiz.

## Gebäude
Die rituelle Reinheit ist im Judentum von besonderer Bedeutung und so gehörte zum jüdischen Leben die Möglichkeit, in einer Mikwe die vorgeschriebenen Tauchbäder zu vollziehen. Die jüdische Gemeinde in Lengnau hatte bereits im Keller der späteren Mazzenbäckerei eine Mikwe, errichtete aber im Jahre 1848 im Spycherweg eine Mikwe, die den Frauen vorbehalten war und bis 1923 religiöse Verwendung fand. Danach diente sie als Lagerschuppen einer Familie, in deren Privatbesitz sie überging. Im Innern sind drei Tauchbecken, die später mit Beton zugedeckt wurden. Zwei dieser Badebecken dienten der Aufbereitung des Wassers aus einer nahen Quelle, das dritte und grösste Becken war die eigentliche Mikwe. Der Stil des Gebäudes erinnert eher an ein Gartenhäuschen. Das Gebäude ist schmucklos, der Grundriss von 35 m² quadratisch und es ist mit einem Walmdach gedeckt. Heute steht das restaurierte Gebäude unter kantonalem Schutz und ist im Besitz einer örtlichen Stiftung. Das Häuschen ist durch eine grosse Glastür gut einsehbar.